# American Cream Draft
O American Cream Draft é uma raça de cavalo de tração, sendo a única que foi desenvolvida nos Estados Unidos que ainda existe. É reconhecida por sua pele de coloração creme, conhecida como "champanhe dourado", produzida pela ação do gene champanhe sobre uma pelagem cor branca-rosada, e por seus olhos azuis (quando ainda potro) e, posteriormente, âmbares, avelãs ou verdes (na idade adulta), também característicos do gene. A única outra cor encontrada na raça é a castanha. Como várias outras raças de cavalos de tração, o American Cream é propenso à epidermólise bolhosa juncional (EBJ), uma doença genética autossômica recessiva.
A raça foi desenvolvida em Iowa durante o início do século, começando com uma égua de cor creme chamada Old Granny. A Grande Depressão ameaçou a existência da raça, mas vários criadores trabalharam para melhorar sua cor e tipo e, em 1944, um registro da raça foi criado. A mecanização da agricultura em meados do século XX levou a uma diminuição da população da raça, e o registro ficou inativo por várias décadas. Somente em 1982 os registros foram reativados, e desde então os números da população cresceram lentamente. No entanto, os números da população ainda são considerados críticos pelo Equus Survival Trust e pela The Livestock Conservancy.
A raça possui um temperamento dócil, calmo e disposto, sendo adequada para proprietários novatos que desejam manusear cavalos de tração, podendo ser utilizada em passeios de carroça e carruagem e como reprodutora de raças puras. A população global da raça é de cerca de 450 indivíduos, localizados maioritariamente nos Estados Unidos, fazendo com que esses animais sejam criticamente raros. Contudo, graças à sua história e aparência únicas, a população da raça tem vindo a crescer nos últimos anos.

## Características
Os American Creams têm cabeças refinadas, com perfis faciais planos que não são côncavos nem convexos. Eles têm peito largo, ombros inclinados e costas curtas e fortes. Suas costelas são bem arqueadas, com uma traseira curta e musculosa, com pernas fortes, bem proporcionadas e bem distanciadas. São animais com boa estabilidade e de cascos fortes, e seu movimento é desprendido e fácil. De acordo com os entusiastas, a raça tem um temperamento calmo e disposto, particularmente adequado para proprietários novatos em manusear cavalos de tração. As éguas têm de 1,52 a 1,63 m de altura e pesam entre 680 a 725 kg, enquanto os garanhões e os castrados têm de 1,63 a 1,66 m e pesam entre 816 a 907 kg, com pesos superiores em casos raros.
A cor ideal da pelagem da raça é um creme médio com pele rosada, olhos âmbar e crina e cauda brancas. A cor creme característica da raça é produzida pelo gene champanhe. As cores reconhecidas incluem o creme claro, médio e escuro, com olhos de cor de âmbar, avelã ou verde. Uma égua creme com pele escura e crina e cauda claras pode ser aceita pelo registro como material de fundação, enquanto cavalos garanhões devem ter pele rosada e crinas e rabos brancos para serem registrados. Os potros de raça American Cream que são escuros demais para serem aceitos no registro principal da raça podem ser registrados em um stud-book apenso ao principal. Esse apêndice também aceita equinos de cor creme provenientes de cruzamentos com outras linhagens de sangue, se eles atenderem a certos requisitos, e o registro principal da raça permite usar cavalos do apêndice para fortalecer genes, aumentar o número de animais da raça e criar linhas de sangue mais diversificadas.

### Genética da cor
O gene champanhe é um gene de diluição, e sua ação sobre uma camada da pelagem de base castanha produz a cor champanhe-dourada do corpo do animal, a pele clara, os olhos claros e a crina e cauda cor marfim associados ao American Cream Draft. No cavalo adulto, a pele é rosada com abundantes sardas ou manchas escuras, e os olhos são verdes, avelãs ou âmbares. Os olhos dos potros champanhe são azuis ao nascer, escurecendo à medida que envelhecem, e a pele de um potro é rosa brilhante. O registro da raça descreve os olhos dos potros como "quase brancos", e isso é consistente com a cor azul-champanhe dos olhos de potro champanhe, que tem mais traços de cor creme que outros tons de olhos azuis.

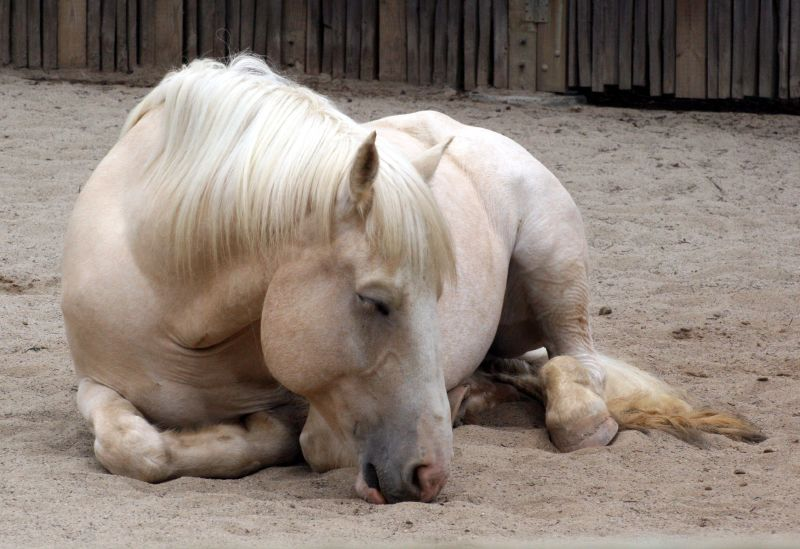
As sardas da pele são ligeiramente visíveis à volta do focinho deste cavalo em repouso

O champanhe é uma característica dominante, baseada em uma mutação no gene SLC36A1. O mapeamento do gene foi anunciado em 2008, e o American Cream Draft apareceu entre as raças estudadas. Os autores deste estudo observaram que era difícil distinguir entre animais homozigotos e heterozigotos, distinguindo assim o champanhe das diluições dominantes incompletas, como a do gene creme. No entanto, eles notaram que os homozigotos podem ter menos manchas ou uma coloração levemente mais clara do que os heterozigotos. Estudos inconclusivos também sugerem outras diferenças leves entre homozigotos e heterozigotos, incluindo sardas, pele e pêlos mais claros, embora a cor dos olhos permaneça a mesma.
Os cavalos American Cream Draft de pele escura são, na verdade, castanhos, já que a raça não é homozigótica para o gene champanhe; apenas um alelo é necessário para produzir a cor apropriada. O champanhe dilui toda cor de base e, no American Cream Draft a cor-base genética subjacente é castanha. Até 2003 os cientistas não haviam demonstrado que a raça carrega o gene creme, apesar de os criadores se referirem à cor desejada como "creme". O American Cream Draft nunca é caramelo ou branco e, embora a cor da pelagem dourada com crina e cauda brancas pareça a da pelagem palomino, as características definidoras da raça são o resultado do gene champanhe.

### Epidermólise bolhosa juncional
A doença genética autossômica recessiva conhecida por epidermólise bolhosa juncional (EBJ) foi encontrada em alguns American Cream Drafts. Este é um distúrbio genético letal que faz com que os potros recém-nascidos percam grandes áreas da pele e tenham outras anormalidades, tal como bolhas na pele e nas membranas mucosas, normalmente levando à eutanásia do animal. É mais comumente associado aos cavalos belgas, mas também é encontrado em outros cavalos de tração. Um teste de DNA foi desenvolvido em 2002, e a EBJ pode ser evitada desde que dois portadores não se reproduzam um com o outro. O registro do American Cream afirma que "tem sido pró-ativo em testar seus animais registrados desde que a EBJ foi descoberta".

## História

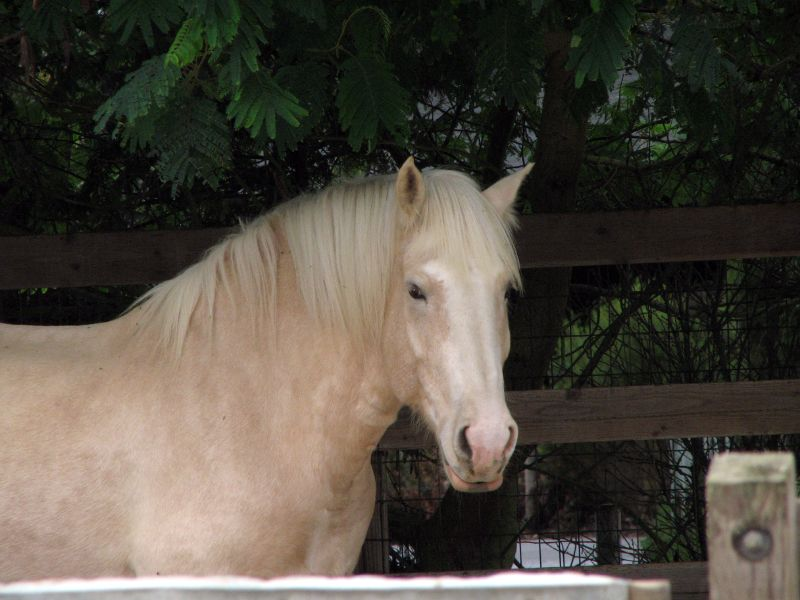
Cabeça e ombros de um American Cream

O American Cream é a única raça de cavalo de tração desenvolvida nos Estados Unidos que ainda existe. A raça descende de uma égua de fundação chamada Old Granny, nascida em torno de 1902 e que foi notada pela primeira vez em um leilão no Condado de Story, Iowa, em 1911, e comprada por Harry Lakin, um conhecido negociante de ações. Ela acabou sendo vendida para a Fazenda Nelson Brothers em Jewell, Iowa. Sua ascendência não é conhecida, mas ela era de cor creme e muitos de seus potros também eram; eles foram vendidos por preços acima da média por causa de sua cor. Sua pelagem creme, pele rosada e olhos âmbar definiram padrões para a raça, e sua cor é agora conhecida como "champanhe dourado". Em 1946, dois anos após a criação do registro da raça, 98% dos cavalos registrados podiam ser rastreados até a Old Granny.
Em 1920, um potro de Old Granny, chamado Nelson's Buck No. 2, impressionou o veterinário Eric Christian a ponto de lhe levar a pedir aos irmãos Nelson que não o castrassem. Eles concordaram em mantê-lo intacto, e ele gerou vários potros de cor creme, embora apenas um tenha sido registrado: um potro chamado Yancy No. 3, cuja mãe era uma égua negra Percheron. Yancy é filho de Knox I, nascido em 1926, filho de uma égua não registrada de pelagem baia e ascendência mestiça Shire. Dessa linha de garanhões, em 1931 nasceu um trineto de Nelson's Buck chamado Silver Lace No. 9. Esse animal se tornaria um dos garanhões mais influentes da raça American Cream. Sua mãe era uma égua belga com coloração castanha clara, e ela é creditada com o tamanho de Silver Lace — com 1.010 kg, ele pesava consideravelmente mais do que a maioria dos animais de sua linhagem. Silver Lace rapidamente se tornou um garanhão popular em Iowa. No entanto, para que garanhões pudessem servir como animais de cobertura nos haras de Iowa, eles deviam ser registrados no Departamento de Agricultura do estado, e essa agência só admitia cavalos de raças reconhecidas. Como a raça Silver Lace não estava registrada em nenhum registro de raça, seus donos criaram um sindicato de criação, e proprietários de éguas que compravam ações da "Empresa de Cavalos Silver Lace" podiam pôr suas éguas para serem cobertas por ele. No entanto, sua carreira como reprodutor coincidiu com as dificuldades econômicas da Grande Depressão, e Silver Lace foi escondido no celeiro de um vizinho para impedir sua venda em leilão. Outro importante garanhão de fundação foi Ead's Captain, cuja linhagem aparece em cerca de um terço de todos os American Cream Drafts atuais.
Por volta de 1935, apesar da Grande Depressão, alguns criadores passaram a endocruzar cavalos de cor creme para fixar sua cor e tipo. Em particular, C.T. Rierson começou a comprar éguas de cor creme descendentes de Silver Lace com o objetivo de formar a raça American Cream. Em 1944 uma associação de criadores da raça, a American Cream Association, foi formada por vinte proprietários e criadores e registrada legalmente no estado de Iowa. Em 1950 a raça foi finalmente reconhecida pelo Departamento de Agricultura de Iowa, com base em uma recomendação de 1948 do National Stallion Enrollment Board.
A mecanização da agricultura em meados do século XX levou a uma diminuição na população geral de cavalos de tração, e, com a morte de Rierson, em 1957, o número de American Cream Drafts começou a declinar. No final da década de 1950 haviam somente duzentos American Creams registrados, pertencentes a apenas 41 criadores. O registro ficou inativo até 1982, quando três famílias, que mantiveram seus rebanhos, reativaram e reorganizaram o registro. Em 1994 a organização mudou oficialmente seu nome para American Cream Draft Horse Association (ACDHA).

### Da década de 1980 ao presente
Em 1982, os proprietários passaram a testar o grupo sanguíneo de seus cavalos, e, em 1990, testes genéticos descobriram que "comparados com outras raças de cavalo de tração e baseados em dados de marcadores genéticos, os Creams formam um grupo distinto dentro dos cavalos de tração". Descobriu-se que a relação genética do American Cream Draft com a raça belga não é mais próxima do que a sua relação com as raças Percheron, Suffolk Punch e Haflinger. Registros datados do início do século XX não mostram linhagens que não sejam de cavalos de tração. No ano 2000 haviam 222 cavalos registrados, um número que aumentou para 350 em 2004. Destes, quarenta eram "cavalos de rastreamento" — American Creams de raça pura que não atendiam às exigências de cor e cavalos cruzados, que misturavam American Cream e outra raça mas ainda atendiam aos requisitos físicos do registro. Estes "cavalos de rastreamento" são permitidos por certos regulamentos para serem usados como reprodutores, e os potros resultantes podendo ser registrados como American Creams de raça pura. Cerca de trinta novos cavalos são registrados a cada ano. A The Livestock Conservancy considera que a raça se encontra em estado "crítico", isso é, que sua população global estimada é inferior a dois mil animais e há menos de duzentos registros anuais nos Estados Unidos. O Equus Survival Trust também considera a população como "crítica", o que significa que atualmente existem entre cem e trezentas éguas de reprodução adulta ativas. Para ajudar a repor os números, a ACDHA desenvolveu regulamentos para permitir que potros sejam registrados quando produzidos por métodos como inseminação artificial e transferência de embriões. O uso cuidadoso do apêndice ao registro também permite que os números aumentem.
Os American Creams que vivem em Colonial Williamsburg foram chamados de "os mais famosos de todos os cavalos American Cream Draft". Na aldeia, eles são usados para passeios de carroça e carruagem e, desde 2006, iniciou-se um programa de reprodução dirigido pela Colonial Williamsburg que está trabalhando para aumentar o número de animais da raça.

## População atual
O American Cream ainda é criticamente raro, mas seus números estão aumentando devido à sua história, aparência única, naturalidade, temperamento dócil, calmo e disposto, e por poder ser utilizado em diversos trabalhos de diferentes formas dentro de práticas agrícolas sustentáveis. A atual população global é inferior a 450 indivíduos, dos quais 99% estão nos Estados Unidos, e não se sabe quantos deles são parte de linhagens que estão sendo aprimoradas por cruzamento.